# Charlotte Freifrau von Hadeln
Charlotte Freifrau von Hadeln, Geburtsname Georgine Therese Wanda Charlotte von Natzmer (* 18. Oktober 1884 in Trebendorf; † 3. Juni 1959 in Essen) war eine deutschnationale Funktionärin in Frauenverbänden und Schriftstellerin.

## Leben
Charlotte von Natzmer war die Tochter des Ritterschaftsrates, Offiziers und Gutsbesitzers Gneomar Dubislav von Natzmer-Trebendorf (1852–1913) und dessen Ehefrau Therese, geborene von Ohlendorff (1862–1947). Sie hatte einen Bruder, Gneomar jun. von Natzmer (1883–1968), der das Gut des Vaters erbte und zuletzt Oberst der Luftwaffe war. 
Seit 1907 war sie mit dem Offizier und Landwirt Wilhelm Freiherrn von Hadeln (1876–1930) verheiratet. Das Paar bekam eine Tochter Ingeborg und die zwei Söhne Heinrich-Hanjo, verstorben in Stalingrad 1943 als Major, und Wilhelm-Hubertus. Ingeborg von Hadeln hatte 1930 in Trebendorf Hermann Freiherr von Wüffling sonst Weiß genannt geheiratet. Der General Heinrich von Hadeln war ihr Schwager.
Nach dem Ersten Weltkrieg engagierte sie sich für den Kreisfrauenausschuss der DNVP und war von 1921 bis 1932 Kreisvorsitzende der Evangelischen Frauenhilfe in Cottbus. Sie wurde 1925 Landesführerin von Brandenburg des Bundes Königin Luise, einer der paramilitärischen Organisation Stahlhelm nahestehenden Frauenvereinigung. Ab 1932 war sie als Nachfolgerin von Marie Netz Bundesführerin dieser Organisation. Hadeln sympathisierte bereits während der Weimarer Republik mit dem Nationalsozialismus, ihre Söhne und ihr Ehemann betätigten sich in der SA beziehungsweise der SS. Hadeln stand einer Gruppe von 31 nationalkonservativen Frauen vor, die am 3. Juni 1930 von Benito Mussolini empfangen wurde. Im Zuge der Gleichschaltung gab sie im Frühjahr 1934 die Auflösung des Bundes Königin Luise bekannt und riet den Mitgliedern, sich der NS-Frauenschaft oder dem Bund Deutscher Mädel anzuschließen. Sie wurde stellvertretende Führerin der Deutschen Frauenfront und gehörte dem Sachverständigenbeirat für Bevölkerungs- und Rassenpolitik des Reichsinnenministeriums an. Sie betätigte sich schließlich in der NS-Frauenschaft.

## Schriften
- Deutsche Frauen, deutsche Treue. 1914-1933. Ein Ehrenbuch der deutschen Frau, Traditions-Verlag, Berlin 1934 (Hrsg.)
- In Sonne und Sturm, Hofbuchdruckerei Mitzlaff, Rudolstadt 1935
- Gedanken und Gedichte, Hofbuchdruckerei F. Mitzlaff, Rudolstadt 1937